# Mimosybra affinis
Mimosybra affinis es una especie de escarabajo del género Mimosybra, familia Cerambycidae. Fue descrita científicamente por Breuning en 1966.
Se distribuye por Filipinas. Posee una longitud corporal de 14 milímetros.